# Palinuroidea
Palinuroidea är en överfamilj av kräftdjur. Palinuroidea ingår i ordningen tiofotade kräftdjur, klassen storkräftor, fylumet leddjur och riket djur. Enligt Catalogue of Life omfattar överfamiljen Palinuroidea 122 arter. 
Kladogram enligt Catalogue of Life:
| Palinuroidea | \| \| Palinuridae \| \| \| \| \| \| Scyllaridae \| \| \| \| \| \| Synaxidae \| \| \| \| |
|              | \| \| Palinuridae \| \| \| \| \| \| Scyllaridae \| \| \| \| \| \| Synaxidae \| \| \| \| |
|              | Palinuridae                                                                             |
|              |                                                                                         |
|              | Scyllaridae                                                                             |
|              |                                                                                         |
|              | Synaxidae                                                                               |
|              |                                                                                         |

## Bildgalleri

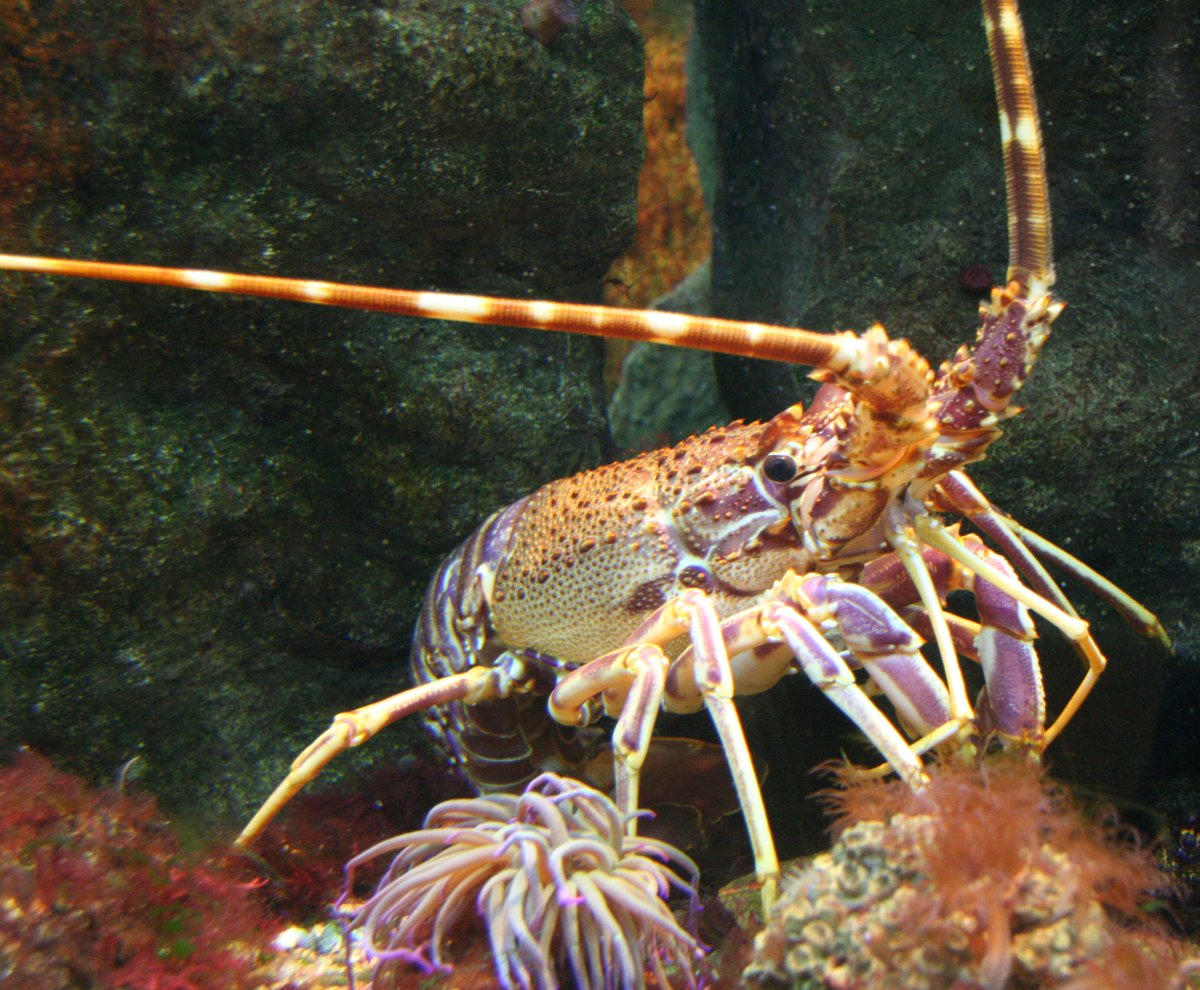
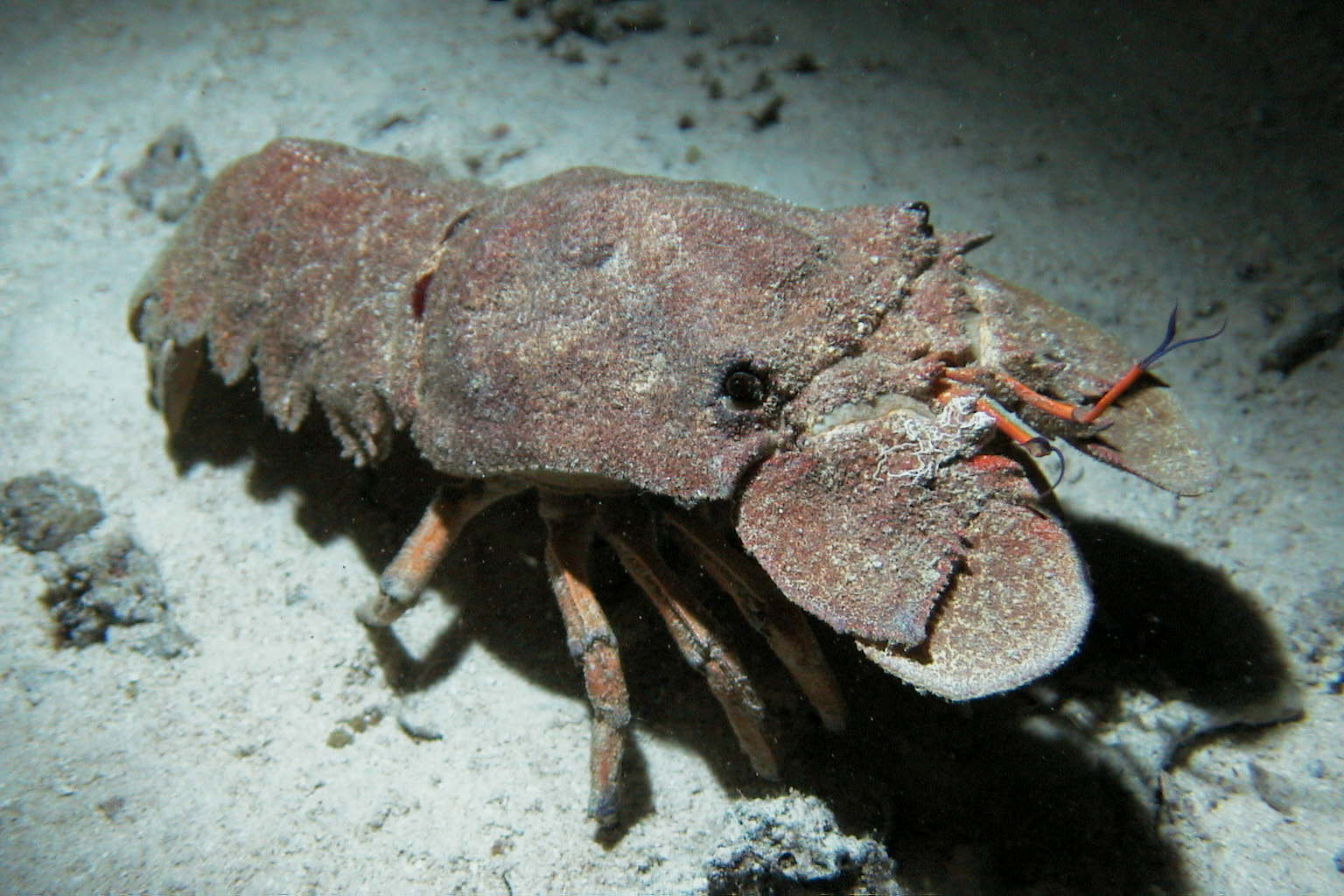
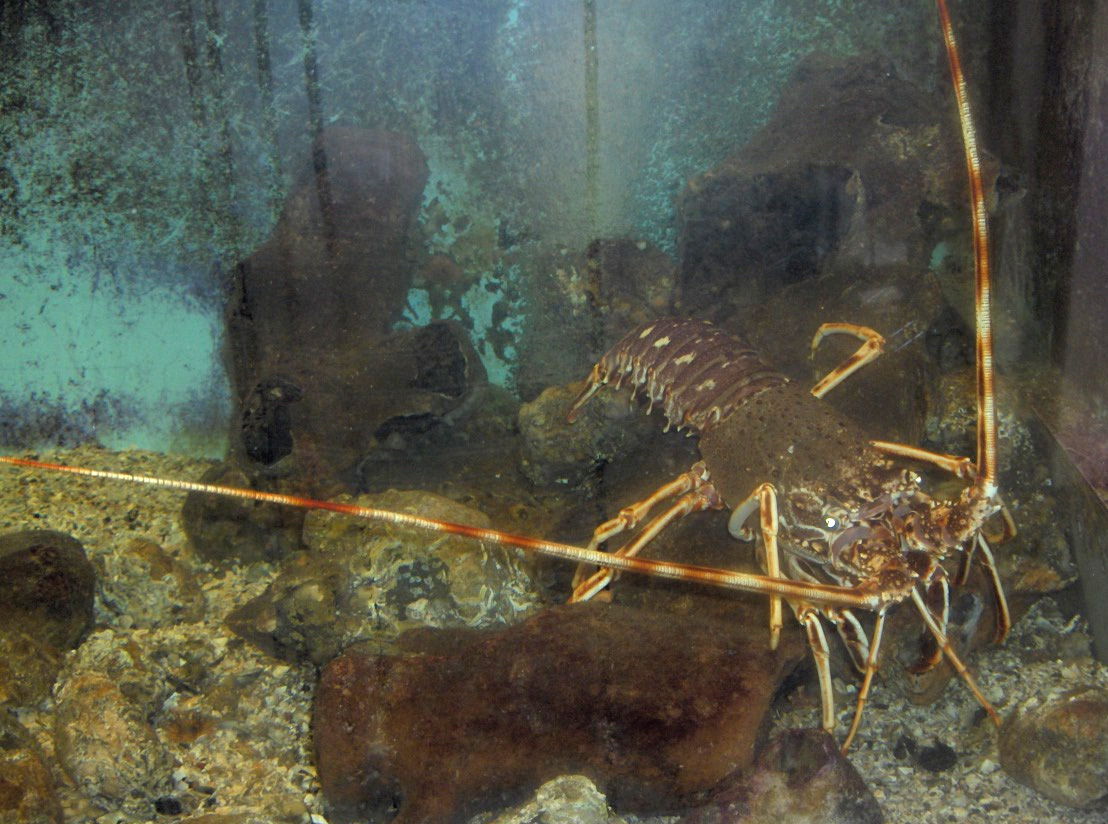
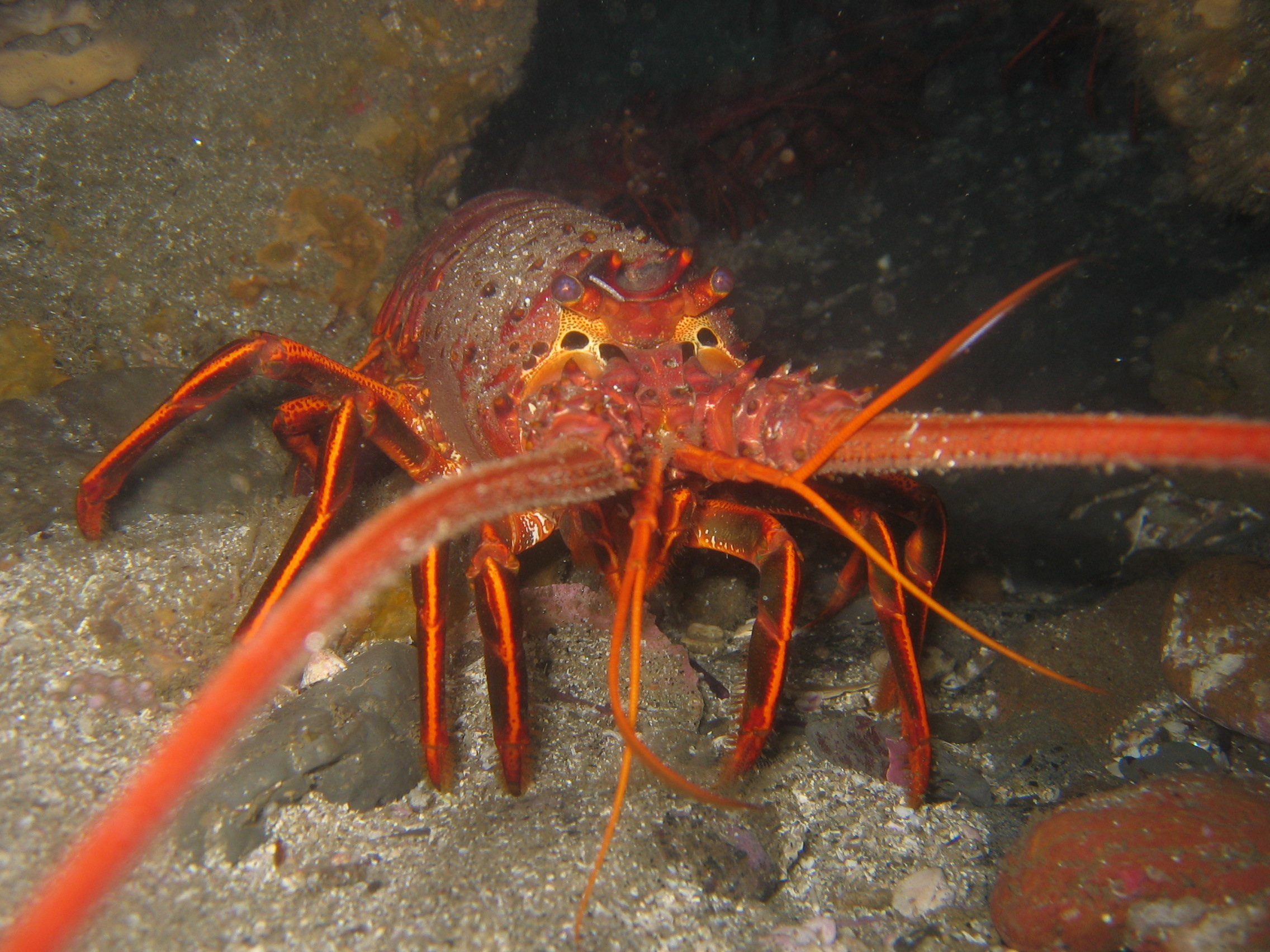